# 鎮海飛行場
鎮海飛行場（チネひこうじょう、朝鮮語：진해비행장）は、大韓民国慶尚南道昌原市鎮海区に所在する大韓民国海軍の飛行場。
かつては民間航空による旅客運行がなされていたが現在は軍用のみとなっている。鎮海飛行場は軍用の航空支援基地として使用されているが、国防部や海軍の要望に応じてヘリコプター専用飛行場への転換が要求されている。また周辺は飛行場の存在のため最大1.7メートルの高度制限がなされており1階建ての建物しか建設できないようになっており、高度制限の緩和は棚上げ状態となっている。